# 긴꼬리피그미쌀쥐
긴꼬리피그미쌀쥐(Oligoryzomys longicaudatus)는 비단털쥐과 피그미쌀쥐속에 속하는 설치류이다. 칠레와 아르헨티나의 안데스산맥 남부에서 발견되며, 아르헨티나 동부의 개체군은 주 개체군과 떨어져 있다. 흔하게 발견되는 종으로 넓은 분포 지역과 안정적인 개체군 상태를 보이며, 국제 자연 보전 연맹(IUCN)이 "관심대상종"으로 분류하고 있다.

## 특징
긴꼬리피그미쌀쥐는 꼬리 길이 약 127mm를 포함하여 전체 몸길이가 약 222mm이고, 몸무게는 약 24g이다. 귀는 상당히 작고, 털로 거의 덮여 있지 않다. 꼬리도 털이 거의 없고, 윗 부분은 진하고 아랫 부분은 연한 색을 띤다. 등 쪽은 담황색이고 연한 갈색과 검은 줄무늬를 갖고 있으며, 희끄무레한 털 밑 바탕이 보이기도 한다. 하체는 희끄무레한 흰색이다. 분포 지역 남단의 아르헨티나 서식 종은 꼬리가 짧고, 털은 옆구리 쪽이 특히 황토색 색조를 띤다. 핵형은 2n=58, FNa=74이다.

## 분포 및 서식지
산악 종의 일종으로 남아메리카 남쪽의 토착종이며, 분포 지역은 칠레 북부 지역부터 아르헨티나 북서부 파타고니아의 남위 약 50°지역까지이다. 나무 그늘 아래 풀과 덤불 속 숲에서 발견된다. 칠레 북부 지역에서는 운무림에서 풍부하게 서식하는 가장 작은 설치류이다. 파타고니아 지역에서는 개간된 지역과 도로 가장자리 관목 지대 지역에서 서식한다. 수역 근처의 습윤 서식지에서 좀더 흔하게 발견된다.